# Brachydiplax sollaarti
Brachydiplax sollaarti är en trollsländeart som beskrevs av Maurits Anne Lieftinck 1953. Brachydiplax sollaarti ingår i släktet Brachydiplax och familjen segeltrollsländor. Inga underarter finns listade i Catalogue of Life.